# Mydaea pauciseta
Mydaea pauciseta este o specie de muște din genul Mydaea, familia Muscidae, descrisă de Stein în anul 1911.
Este endemică în Peru. Conform Catalogue of Life specia Mydaea pauciseta nu are subspecii cunoscute.